# Гряковатое
Гряковатое (укр. Грякувате) — село,
Варваровский сельский совет,
Синельниковский район,
Днепропетровская область,
Украина.
Код КОАТУУ — 1224880505. Население по переписи 2001 года составляло 22 человека.

## Географическое положение
Село Гряковатое находится в 5-и км от левого берега реки Днепр,
на расстоянии в 1 км от села Попово и в 2,5 км от села Варваровка.